# Helichrysum selago
Helichrysum selago là một loài thực vật có hoa trong họ Cúc. Loài này được (Hook.f.) Benth. & Hook.f. ex Kirk mô tả khoa học đầu tiên năm 1899.